# أوفيديوس فيربيتسكاس
أوفيديوس فيربيتسكاس (4 يوليو 1993 في ليتوانيا - ) هو لاعب كرة قدم ليتواني في مركز الوسط. شارك مع منتخب ليتوانيا تحت 21 سنة لكرة القدم. أما مع النوادي، فقد لعب مع زينيت سانت بطرسبرغ ونادي أتلانتس.

## وصلات خارجية
- أوفيديوس فيربيتسكاس على موقع الاتحاد الأوربي (الإنجليزية)
- أوفيديوس فيربيتسكاس على موقع إي إس بي إن إف سي (الإنجليزية)
- أوفيديوس فيربيتسكاس على موقع قاعدة بيانات كرة القدم.إي يو (الإنجليزية)
- أوفيديوس فيربيتسكاس على موقع ناشيونال فوتبول تيمز (الإنجليزية)
- أوفيديوس فيربيتسكاس على موقع Soccerbase.com (لاعب) (الإنجليزية)
- أوفيديوس فيربيتسكاس على موقع Soccerway.com (الإنجليزية)
- أوفيديوس فيربيتسكاس على موقع عالم كرة القدم.نت (الإنجليزية)
- أوفيديوس فيربيتسكاس على موقع AS.com (الإسبانية)